# Bisericile de lemn din Carpații Poloniei și Ucrainei
 Bisericile de lemn din Carpații Poloniei și Ucrainei sunt opt biserici din Polonia și opt biserici din Ucraina, înscrise pe lista patrimoniului mondial UNESCO în anul 2013.

## În detaliu
| Polonia: - St. Michael Archangel's Church, Brunary, Brunary, Voievodatul Polonia Mică - Mother of God Church, Chotyniec, Chotyniec - St. Paraskevi Church, Kwiatoń, Kwiatoń - Protection of Our Most Holy Lady Church, Owczary, Owczary - St. James Church, Powroźnik, Powroźnik - St. Paraskevi Church, Radruż, Radruż - St. Michael Archangel's Church, Smolnik, Smolnik - Biserica Sfântul Mihail din Turzańsk, situată la 21 km sud de Sanok | Ucraina: - Descent of the Holy Spirit Church, Potelych, Zhovkva Raion - Holy Trinity Church, Zhovkva - St. George's Church, Drohobych - Biserica Sfântul Dumitru din Matkiv⁠(de)[traduceți], Matkiv - Descent of the Holy Spirit Church, Rohatyn - Church of the Nativity of the Blessed Virgin Mary, Nyzhniy Verbizh, Regiunea Transcarpatia - St. Archangel Michael Church, Uzhok - Ascension of Our Lord Church, Yasinia, Transcarpatia |